# 인민공화국

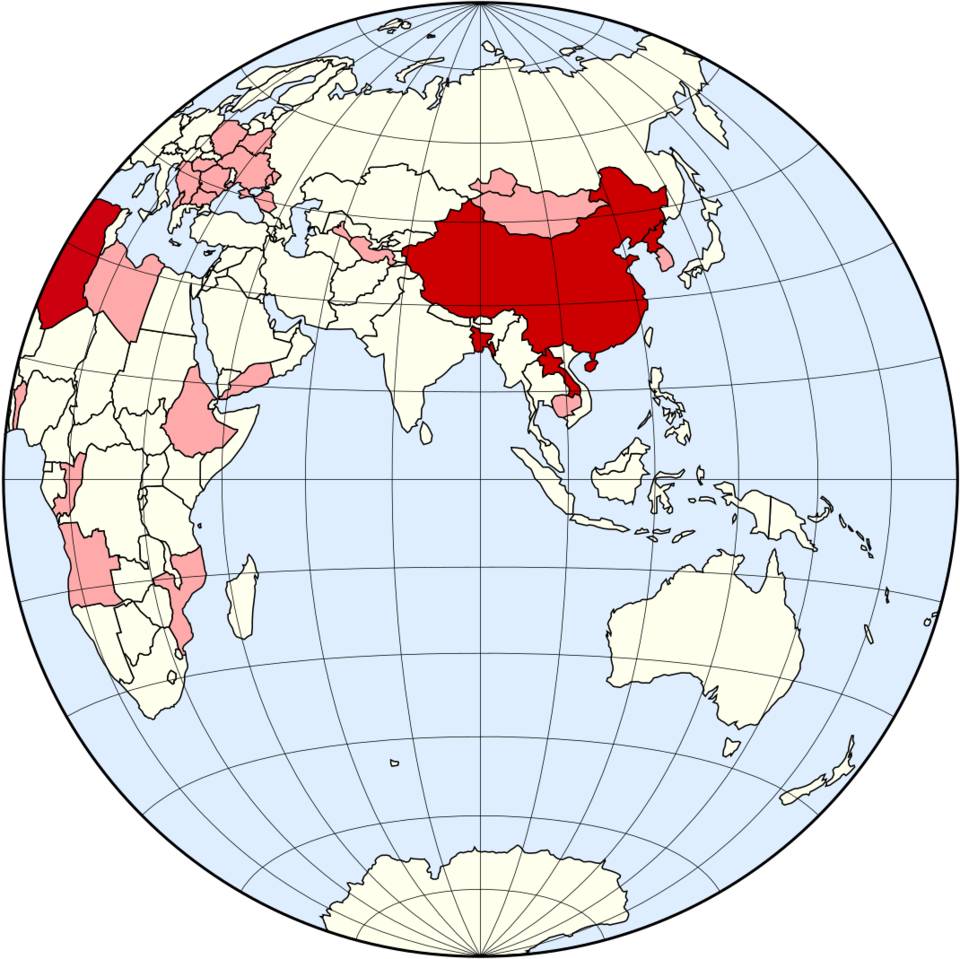
현재 국명에 인민공화국을 사용하는 나라
예전에 국명에 인민공화국을 사용한 나라

인민공화국(人民共和國, 영어: people's republic)은 인민민주주의 단계에 속하는 공화국을 가리킨다. 대부분의 인민공화국은 마르크스-레닌주의 국가이나 이례적으로 다른 체제인 경우도 존재한다.

## 목록

### 헌법에 의해 인민공화국으로 정의된마르크스-레닌주의 국가
- 라오 인민민주공화국 (마르크스-레닌주의, 1975년 ~ 1992년)
- 쿠바 공화국 (마르크스-레닌주의, 1959년 ~ 현재)
- 부르키나파소 공화국 (마르크스-레닌주의, 1983년 ~ 1987년)
- 몽골 인민공화국 (마르크스-레닌주의, 1924년 ~ 1992년)
- 알바니아 사회주의 인민공화국 (마르크스-레닌주의, 1946년 ~ 1992년)
- 베냉 인민공화국 (마르크스-레닌주의, 1975년 ~ 1990년)
- 불가리아 인민공화국 (마르크스-레닌주의, 1946년 ~ 1990년)
- 앙골라 인민공화국 (마르크스-레닌주의, 1975년 ~ 1992년)
- 루마니아 사회주의 공화국 (마르크스-레닌주의, 1947년 ~ 1989년)
- 조선민주주의인민공화국 (마르크스-레닌주의, 1948년 ~ 현재)
- 중화인민공화국 (마르크스-레닌주의, 1949년 ~ 현재)
- 캄푸치아 인민공화국 (마르크스-레닌주의, 1979년 ~ 1989년)
- 모잠비크 인민공화국 (마르크스-레닌주의, 1975년 ~ 1990년)
- 폴란드 인민공화국 (마르크스-레닌주의, 1947년 ~ 1989년)
- 헝가리 인민공화국 (마르크스-레닌주의, 1949년 ~ 1989년)
- 콩고 인민공화국 (마르크스-레닌주의, 1969년 ~ 1992년)

### 기타
- 대리비아 아랍 사회주의 인민 자마히리야(아랍 사회주의, 1977년 ~ 2011년)
- 알제리 인민민주공화국(아랍 사회주의, 1962년 ~ )
- 방글라데시 인민공화국(1971년 ~ )
- 벨라루스 인민공화국(1918년 ~ 1919년)
- 우크라이나 인민공화국(1917년 ~ 1920년)

## 같이 보기
- 민국
- 공산주의 국가
- 사회주의 국가